# Estadio Marcelo Bielsa
El Estadio Marcelo Bielsa, conocido popularmente como el Coloso del Parque, es el recinto deportivo del Club Atlético Newell's Old Boys, ubicado en la ciudad santafesina de Rosario, Argentina. Está situado en pleno parque Independencia y cuenta con una capacidad para 49 000 espectadores. Fue inaugurado el 23 de julio de 1911 y desde ese momento ha recibido distintas reformas, siendo la última en el año 2025.

## Historia

### Primera cancha (1905)
El primer terreno de juego estaba situado entre las calles Humberto Primero y Boulevard Avellaneda, en el sector noroeste de la ciudad de Rosario, en el barrio de los talleres. El mismo se consiguió mediante una gestión realizada por Claudio Newell (hijo de Isaac Newell y miembro fundador del club), y fue inaugurado en 1905.
Fue escenario del comienzo de los encuentros de la por aquel entonces Liga Rosarina de Fútbol. El mismo poseía escasas comodidades: contaba solo con una pequeña casilla de madera de construcción modesta. Debido a esto, y al crecimiento del club, se buscó un nuevo espacio para la cancha.

### Segunda cancha (1907)
En 1907, y gracias a las gestiones del por entonces Intendente de Rosario, Nicasio Vila, quien cediera unos terrenos, la cancha se trasladó a la manzana situada entre las calles Avenida Provincias Unidas, San Luis y Rioja, en el barrio Vila, en el vértice oeste de la ciudad.

### Parque Independencia (1911)
El 23 de julio de 1911 Newell's Old Boys inauguró su estadio ubicado en el Parque Independencia, corazón de la ciudad de Rosario, en terrenos cedidos en concesión por la Municipalidad de Rosario (que la municipalidad extiende periódicamente). El nuevo estadio, inaugurado aquel año, tenía una estructura que fue diseñada conforme al estilo de construcción británica. Desde entonces, más de cien años han transcurrido y Newell's está definitivamente instalado en el Parque Independencia, espacio que lo identifica y donde transcurrió prácticamente toda su vida. 

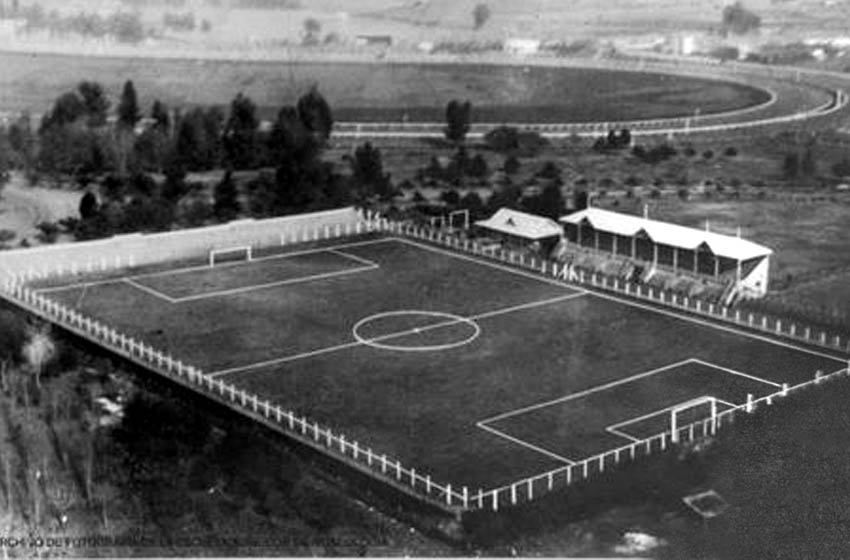

Aquello que comenzó con una tribuna de madera se fue consolidando, y tuvo diversos hitos que permitieron llegar al Coloso tal como lo conocemos hoy en día. 

#### Primera ampliación
El 9 de julio de 1918 se estrena la primera ampliación del estadio: una tribuna de hierro y madera para 3.000 espectadores, lo que llevó el total de la capacidad a 10.000. A fines del año 1919 la entidad del parque construyó una popular en el sector sur del estadio. La grada fue erigida sobre un terraplén de ladrillos colorados, por tal razón fue conocida como la “tribuna roja”, tenía 15 escalones. Asimismo los hinchas rojinegros la bautizaron “la tribuna Libonatti”, ya que los hermanos  Humberto y Julio Libonatti participaron junto a su padre, contratista de la obra, en la construcción de la popular que da a espaldas del Hipódromo Independencia. Posteriormente, durante la década del '20, Newell's fue ampliando las tribunas y se le agregó a la "tribuna roja" un anexo de mampostería y madera, y en 1925 construyó la cabecera norte.

#### Segunda ampliación

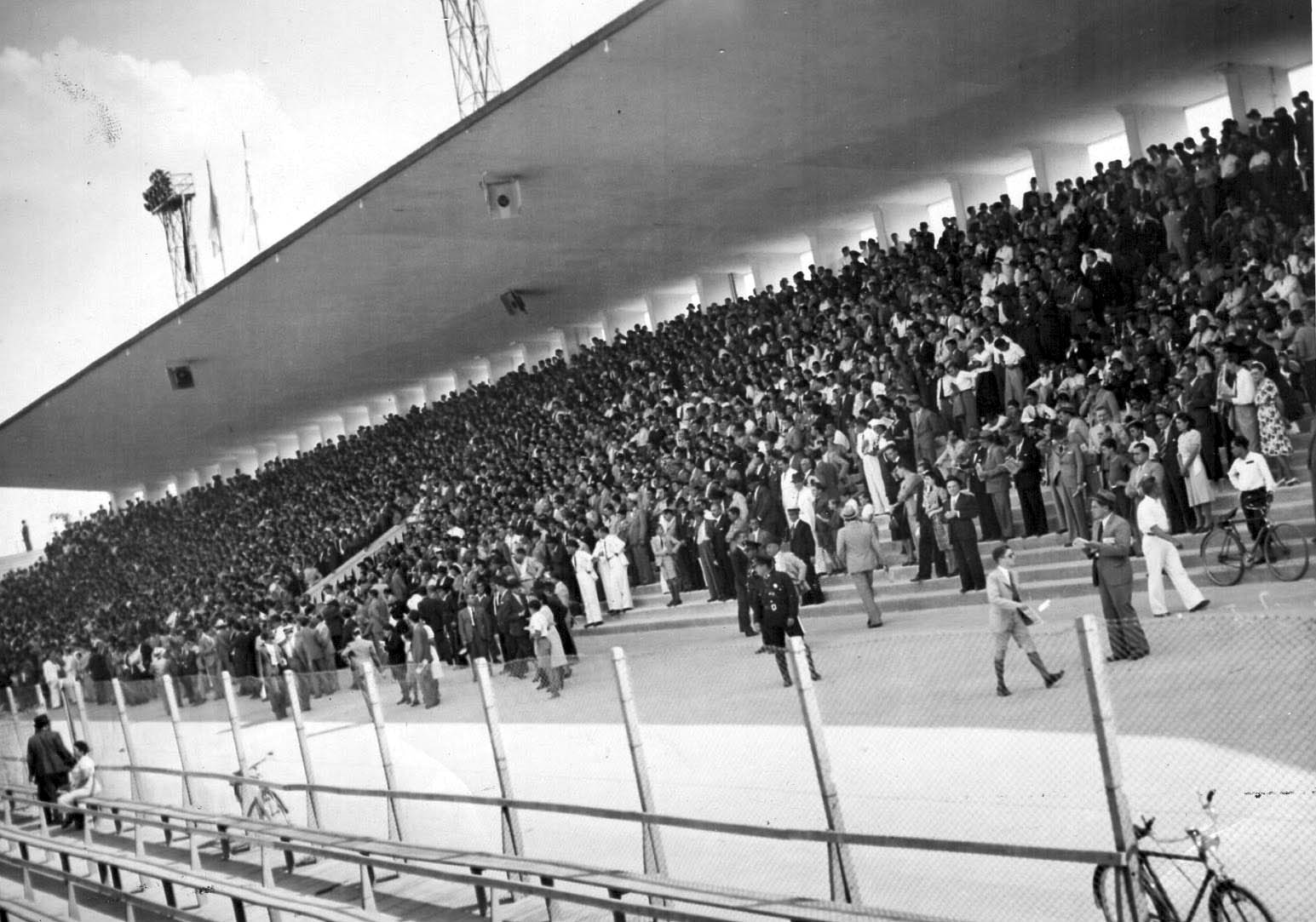
En 1929 se inaugura la tribuna de la visera, popular en aquel entonces hoy platea con popular baja.

El 26 de mayo de 1929 se inauguró la tribuna del sector oeste, la primera de hormigón y techada con la visera que se mantiene en la actualidad. Junto a esta importantísima obra, se completaron otras que mejoraron notoriamente las instalaciones del estadio. 

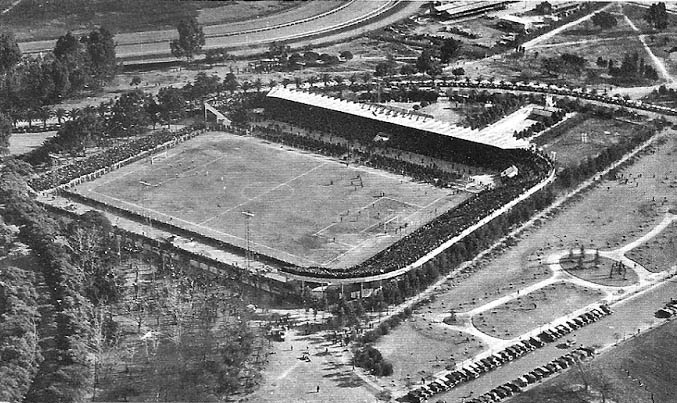
Ya con ambas tribunas de hormigón construidas, 1930.

Las obras siguieron sucediéndose, y en 1930 se inaugura, también de hormigón, la cabecera norte llamada "Tribuna Oficial". Newell's contaba con un estadio con capacidad para 30.000 personas, con mayoría de las tribunas realizadas en hormigón. 

#### Tercera ampliación
Entre 1971 y 1973, en tanto, se completó el estadio con tribunas de hormigón, lo que incluyó nuevas ampliaciones y mejoras. 

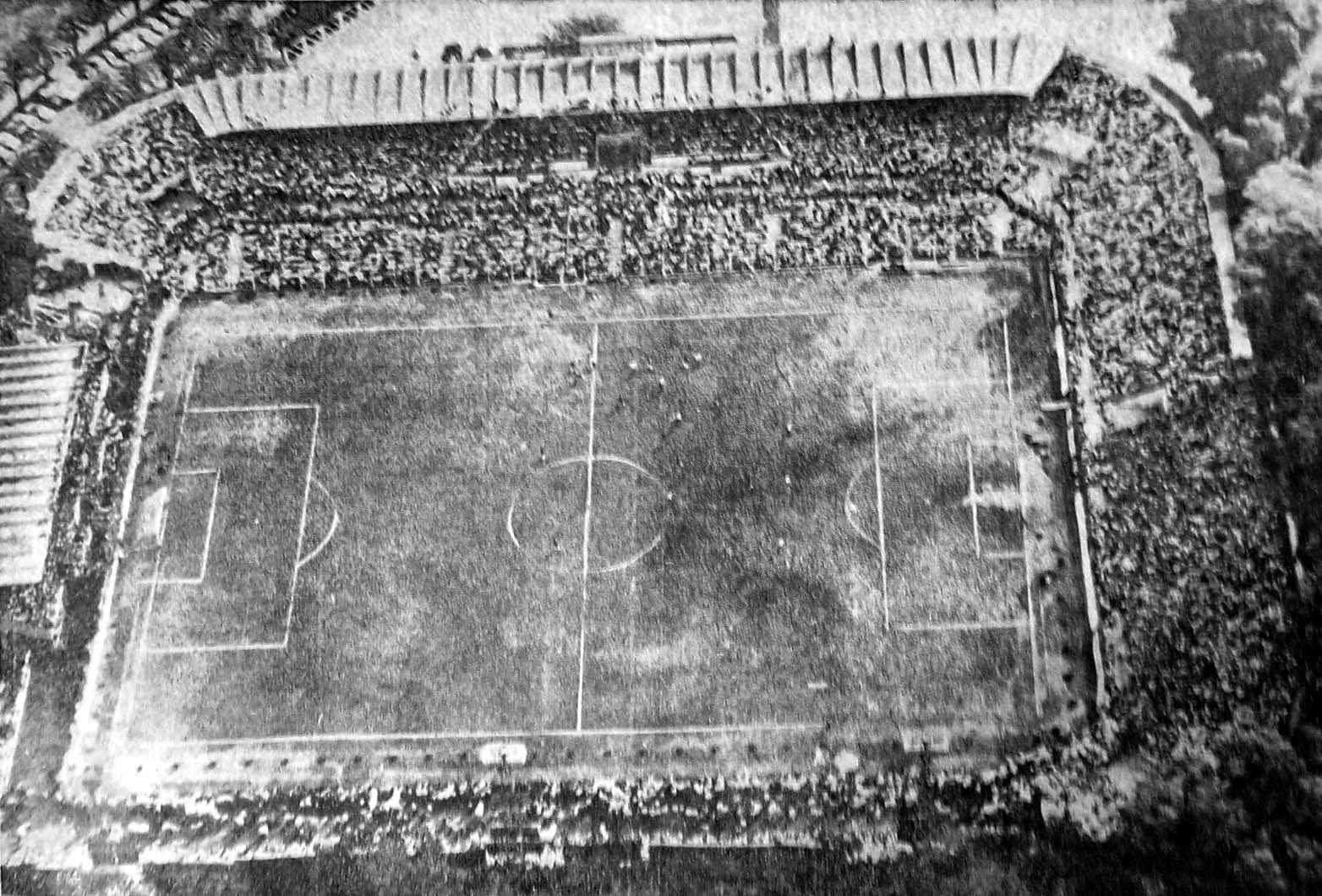
El estadio con todas las tribunas de cemento ya construidas, y como continuaría hasta las ampliaciones de la década del ´90.

En 1971 fue derrumbada la "Tribuna Colorada o Libonatti" para construir en su lugar una nueva platea techada la cual, a su vez, fue demolida en noviembre de 1995 construyendo la, actual, doble bandeja popular sur. 
En 1973 se construye la tribuna este, que sería popular; pasando la tribuna de la visera a ser platea. Esta tribuna este pasaría con las reforma de los '90 a ser la, actual, platea baja este. 
Quedando el estadio, con estas reformas, con una capacidad de aproximadamente 32.000 personas.      

#### Cuarta ampliación
En la década del '90 el club construyó dos nuevas tribunas que elevaron su capacidad a 40.000 personas, adoptando popularmente el nombre de «Coloso del Parque». En febrero de 1998 se inaugura la doble popular sur «Diego A. Maradona», con la totalmente construida popular alta y con la reconstrucción y agregados en la popular (otrora platea sur) baja ; anteriormente en marzo de 1997 se había inaugurado la nueva platea este con la construcción de una nueva tribuna superior y haciéndose platea inferior a la antigua popular lateral del ya viejo estadio. Estas obras permitieron dar un salto de calidad en las instalaciones.

##### Reacomodamientos
Desde diciembre de 2008, el estadio continuamente está en proceso de mejoras, en diversos sectores. A finales de 2009, se decidió nombrar «Marcelo Bielsa» nuevo nombre oficial del estadio, y a la histórica platea oeste, la visera, como «Gerardo Tata Martino», en homenaje a dos grandes ídolos muy atacados durante la presidencia de Eduardo López. Previamente, en 2004, se dispuso el nombramiento de la popular alta sur como "Diego Armando Maradona", en ocasión de cumplirse 10 años del desembarco del mencionado astro futbolístico en el club rojinegro. Dicha tribuna fue también objetivo de un homenaje póstumo para el ídolo, siéndole pintada un número 10 en homenaje por su fallecimiento, ocurrido en 2020.
En el año 2012 se realizó la última obra de ampliación de capacidad en el estadio. Se refaccionó la parte inferior de la platea oeste habilitando allí una popular con capacidad para 2.000 personas, sector llamado: Vieja Amelia (en homenaje a una hincha caracterizada), alcanzando así su actual capacidad.
En 2021 se nombró a la platea superior este "Maxi Rodríguez" en honor a este jugador.

#### Quinta ampliación
A inicios de 2023 se construyeron nuevos palcos en la platea inferior este; se remodelaron cabinas, colocaron dos pantallas grandes en las esquinas entre la Popular Diego A. Maradona, la tribuna Gerardo Martino, y la otrora tribuna oficial "llamada Tribuna 1974".
En diciembre de 2023 se inicio la construcción de la tribuna superior norte (tribuna superior de la 1974) con capacidad para 7.000 espectadores. Se reestructuró el ingreso a dichas populares, lo que implica el cerramiento de dos de las tres bocas de ingreso de la tribuna popular baja 1974, ampliando con esto la capacidad de dicha tribuna. Se prevee que la tribuna esté inaugurada para julio de 2025. El nombre que ya lleva esta nueva tribuna es "Lionel Messi".
Por otro lado, en diciembre de 2024 se comenzó con la construcción de 22 palcos, ubicados en lo que era la tribuna "Vieja Amelia", que estarán a ras del campo de juego en el sector oeste; a inaugurarse en misma fecha que la popular.

## Comodidades y seguridad
Debido a las comodidades del nuevo estadio, en conjunto con ciertas normativas internacionales vigentes , la FIFA lo designó como una de las sedes de la Copa Mundial de Fútbol Juvenil de 2001, disputada en Argentina.
El lugar donde los futbolistas esperan antes de entrar a la cancha ocupa una superficie que alcanza los 600 m², contando también el sitio donde los futbolistas realizan sus actividades pre competitivas.
Esta edificación también cuenta con una sala para la parte médica, provista de las comodidades que requiere la asistencia científica del plantel. Además al lado de los vestuarios se encuentra el gimnasio, cuyas máquinas fueron adquiridas y diseñadas en el exterior.
Por último, la sala de conferencia, con ingreso especial, forma parte también de los vestuarios del Coloso.

### Gimnasio
Funciona tanto como complemento para los futbolistas, como también para los que sufren alguna lesión de consideración. Cuenta con más de 25 máquinas capaces de tonificar las diferentes partes del cuerpo.
Cuenta también con un consultorio para que trabajen los especialistas que tratan a los futbolistas en recuperación, en donde hay un ecógrafo que puede realizar un diagnóstico en pocos minutos sobre alguna lesión.

### Césped y campo de juego
Newell's Old Boys es poseedor desde mediados de 1999 de un sistema de riego por aspersión, encargado de conservar en buen estado el césped del campo de juego.

### Seguridad
Newell's Old Boys instaló un sistema de video por circuito cerrado de televisión que contribuye a la seguridad en el estadio. Dicha adquisición se llevó a cabo a mediados de 2000, y desde ese momento el Coloso cuenta con un equipamiento de seguridad similar a los que fueron instalados en los principales estadios del mundo. 
Dicho sistema de seguridad cuenta con una distribución de quince cámaras que cubren los puntos más importantes como son el campo de juego, las tribunas y plateas, los accesos al estadio y zona de venta de entradas, como así también la circulación interior y exterior.
Las cámaras involucradas son de tipo programables, y permiten enfocar automáticamente vistas, ejecutar movimientos y numerosas secuencias predeterminadas, lo cual constituye una ayuda invalorable para los operadores, para lograr identificar a quienes provocan los disturbios.

## Eventos
El Coloso del Parque fue una de las sedes en donde se disputó la Copa Mundial de Fútbol Juvenil de 2001, que fuera finalmente obtenida por la selección de fútbol de Argentina. También fue sede del Mundial Juvenil de Rugby del año 2010, allí se disputó una de las zonas, semifinales y la final ganada por Nueva Zelanda.
La elección del mismo se debió a las reformas acontecidas en el año 1996. Gracias a las mismas, el estadio contó, entre otras cosas, con 4 vestuarios (en lugar de los 2 tradicionales), brindando así la posibilidad de que las selecciones que disputaran partidos posteriores pudieran ir acomodándose sin cruzarse con las de los encuentros previos.
En el Coloso se disputaron los encuentros entre las selecciones del Grupo D, conformado por Angola, República Checa, Japón y Australia.
| Equipo          | Pts | PJ | PG | PE | PP | GF | GC | DIF |
| --------------- | --- | -- | -- | -- | -- | -- | -- | --- |
| Angola          | 5   | 3  | 1  | 2  | 0  | 3  | 2  | +1  |
| República Checa | 4   | 3  | 1  | 1  | 1  | 3  | 3  | 0   |
| Australia       | 4   | 3  | 1  | 1  | 1  | 3  | 4  | -1  |
| Japón           | 3   | 3  | 1  | 0  | 2  | 4  | 4  | 0   |

| Local           | Visitante       | Resultado | Fecha               |
| --------------- | --------------- | --------- | ------------------- |
| Angola          | República Checa | 0:0       | 18 de junio de 2001 |
| Japón           | Australia       | 0:2       | 18 de junio de 2001 |
| Australia       | República Checa | 0:3       | 21 de junio de 2001 |
| Japón           | Angola          | 1:2       | 21 de junio de 2001 |
| Angola          | Australia       | 1:1       | 24 de junio de 2001 |
| República Checa | Japón           | 0:3       | 24 de junio de 2001 |

También tuvieron lugar dos encuentros de etapas definitorias: octavos de final entre Angola y Países Bajos, y cuartos de final entre Países Bajos y Egipto.
| Local        | Visitante    | Resultado | Fecha               |
| ------------ | ------------ | --------- | ------------------- |
| Angola       | Países Bajos | 0:2       | 28 de junio de 2001 |
| Países Bajos | Egipto       | 1:2       | 1 de julio de 2001  |

## Localización y vías de acceso

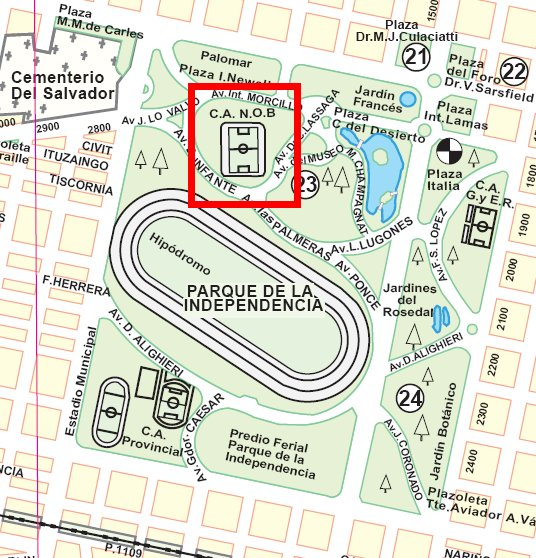
El Coloso del Parque dentro del Parque de la Independencia.

El Coloso está ubicado en el macrocentro de la ciudad de Rosario, en el extremo noroeste del Parque Independencia. 
El mismo está circunscripto, en forma macro, por las siguientes calles:
- Ovidio Lagos, al Oeste
- Boulevard 27 de Febrero, al Sur
- Boulevard Oroño, al Este
- Avenida Pellegrini, al Norte

Los puntos habituales de acceso son:
- Boulevard Oroño (hinchada local)
- Pueyrredón, Rodríguez (hinchada visitante)

Existe una amplia disponibilidad de transporte público, donde destacan las siguientes líneas de colectivos: 110, Ronda Del Centro, 113, 115, 123, 125, 126, 127, 140, 144(N), 144(R) y 153.

## Próxima ampliación

### Primer paso
En octubre de 2018 se dio inicio al primer paso, que finalizó en diciembre, en el cual se podaron los 13 árboles, que tenían unos 100 años de edad, para poder tener un espacio libre para la construcción de la tribuna. Se espera próximamente dar comienzo a la construcción de la misma en los próximos meses. Para ello hubo que contar con la contribución de los asociados ya que el Club no cuenta con dicho dinero. 

### Instalación de dos pantallas MultiLed
En octubre de 2018 se instalaron dos pantallas led a los costados de la platea superior este por la empresa MultiLed a cambio de publicidad en la camiseta, estas pantallas tienen unas dimensiones de 7x4.

### Proyecto de Remodelación del Coloso
En noviembre del 2022, la Comisión Directiva del Club, presentó las reformas que se le harán al nuevo Coloso. Contará con hacer una tribuna encima de "El Palomar" (Popular Norte), nuevos palcos, remodelar cabinas, colocar dos pantallas grandes en las esquinas entre la Popular Diego A. Maradona, la tribuna Gerardo Martino, y la de El Palomar. Se colocarán paredes que cubrirán completamente las distintas fachadas del estadio. Por las noches se iluminarán. La obra ya comenzó, con nuevas luces led en las columnas esquineras. Nuevos palcos vip.
Las obras para construir una tribuna encima de la tribuna de "El Palomar" (Popular Norte) ya iniciaron en diciembre de 2023. Se construirá por el sistema premoldeado, con lo cual no imposibilitará el uso de la tribuna baja durante el campeonato.